# Luka Berulawa
Luka Berulawa (georgisch ლუკა ბერულავა; englisch Luka Berulava; * 27. November 2002 in Moskau, Russland) ist ein georgischer Eiskunstläufer, der im Paarlauf antritt.

## Karriere

### Bei den Junioren
Berulawa nahm zusammen mit Alina Butaeva an den Olympischen Jugend-Winterspielen 2020 in Lausanne teil. Das Paar gewann die Bronzemedaille im Paarlauf, während sie im Teamwettbewerb mit Team Courage die Goldmedaille gewannen. Bei den folgenden Juniorenweltmeisterschaften in Tallinn wurden sie Siebte. Mit seiner neuen Partnerin Karina Safina wurde er, erneut in Tallinn, Juniorenweltmeister 2022.

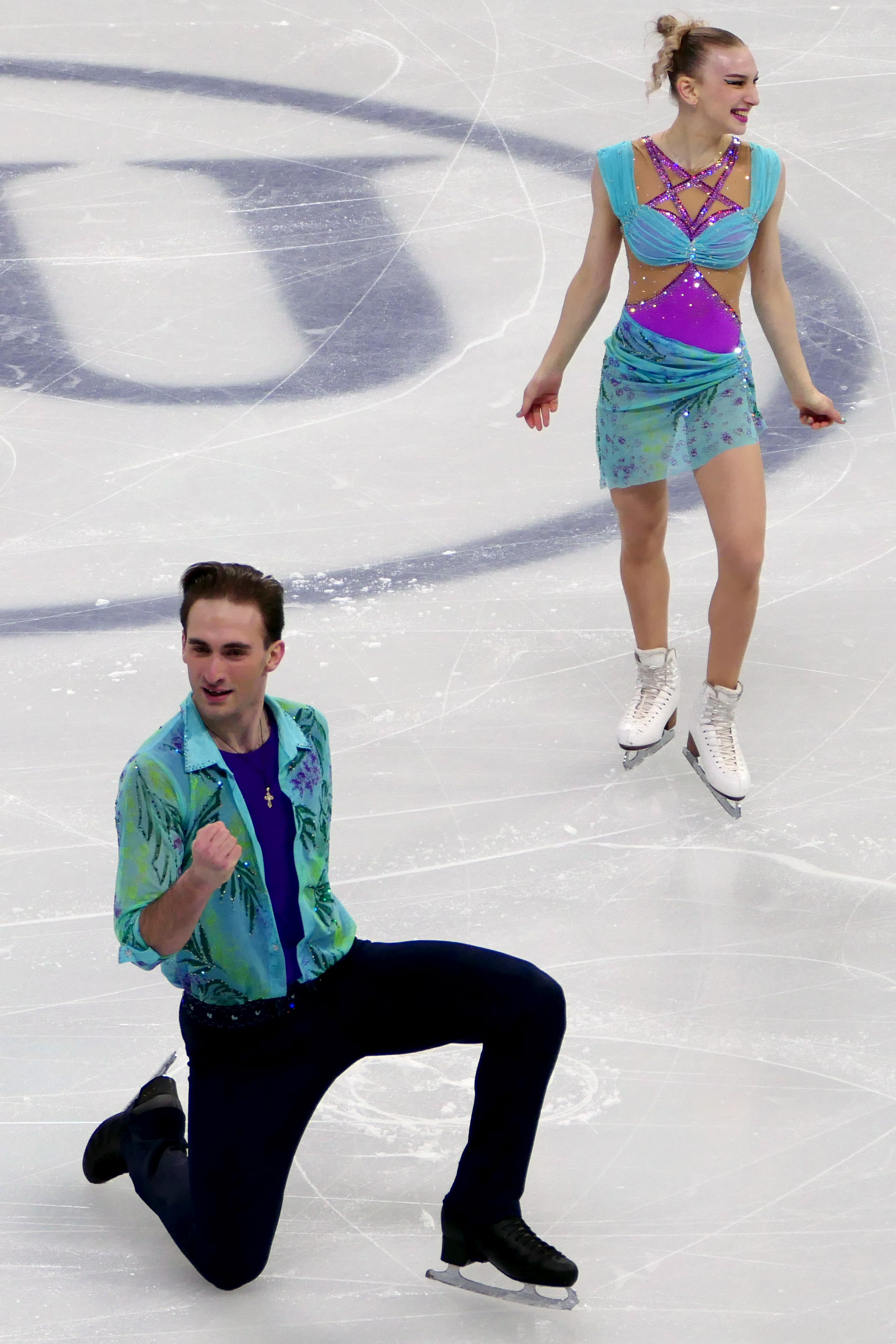
Berulawa und Anastassia Metelkina bei der WM 2024

### Bei den Erwachsenen
Bei der Nebelhorn-Trophy 2021 gewann Berulawa zusammen mit Safina eine Bronzemedaille, wodurch Georgien einen Startplatz im Paarlauf bei den Olympischen Winterspielen 2022 in Peking erhielt. Dort zeigte das Paar im Teamwettbewerb das sechstbeste Kurzprogramm im Paarlauf. Das georgische Team erreichte auch im Gesamtergebnis den sechsten Platz. Im olympischen Wettbewerb im Paarlauf wurden sie im Kurzprogramm Neunte. Nach einem achten Platz in der Kür wurden Berulawa und Safina im Gesamtergebnis Neunte. Bei der Schlussfeier der Spiele in Peking war Berulawa Fahnenträger für Georgien. Seine ersten Weltmeisterschaften, 2022 in Montpellier, beendete Berulawa auf dem vierten Platz.
Im Herbst 2022 trainierten Berulawa und Safina in Berlin bei Alexander König. Ohne Visum für Deutschland kehrten sie im Dezember 2022 nach Russland zurück. Das Paar trennte sich nach den Weltmeisterschaften 2023 (Platz 19). Ab der Saison 2023/24 läuft Berulawa zusammen mit Anastassia Metelkina. Das Paar gewann die Silbermedaille bei den Europameisterschaften 2024 in Kaunas.